# 強烈熱帶風暴潭美 (2024年)
強烈熱帶風暴潭美（英語：Severe Tropical Storm Trami，國際編號：2420，聯合颱風警報中心：WP222024，菲律賓大氣地球物理和天文服務管理局：Kristine）為2024年太平洋颱風季第20個被命名的風暴。「潭美」一名由越南提供，是一種屬玫瑰科的樹木，花朵呈紅色或粉紅色，無香味，可作裝飾用。
因應「潭美」在菲律賓造成災難性破壞，被菲律賓在第57屆颱風委員會年會申請退役，在2025年2月舉行的第57次颱風委員會會議上獲該會接納把潭美從命名表中除名，以後將不再使用，新名將在58屆世界氣象組織颱風委員會會議上公布。此外，菲律賓大氣地球物理暨天文管理局亦把當地名稱「Kristine」除名，由「Kidul」取代。

## 發展過程
10月18日，一個熱帶擾動在密克羅尼西亞西方海域生成，美國海軍研究實驗室給予其擾動編號96W。
10月19日上午11時半，聯合颱風警報中心將其評級提升為「中」。晚上11時，聯合颱風警報中心將其評級提升為「高」，並對其發佈熱帶氣旋形成警報。
10月20日凌晨2時，日本氣象廳將其升格為熱帶低氣壓。下午2時，台灣中央氣象署將其升格為熱帶低氣壓，給予編號TD24。同時，日本氣象廳對其發佈烈風警報。晚上8時，聯合颱風警報中心將其升格為熱帶低氣壓，給予熱帶氣旋編號22W。
10月21日凌晨2時，香港天文台將其升格為熱帶低氣壓。下午2時，澳門氣象局將其升格為熱帶低氣壓。
10月22日凌晨2時，日本氣象廳將其升格為熱帶風暴，給予國際編號2420，並命名「潭美」。同時，香港天文台、聯合颱風警報中心和澳門氣象局將其升格為熱帶風暴，台灣中央氣象署將其升格為輕度颱風。
10月23日下午2時，日本氣象廳和香港天文台將其升格為強烈熱帶風暴。晚上8時，澳門氣象局將其升格為強烈熱帶風暴。
10月24日午夜12時半，潭美在菲律賓伊莎貝拉省迪维拉坎登陸。晚上8時，日本氣象廳將其降格為熱帶風暴。
10月25日上午8時，日本氣象廳再度將其升格為強烈熱帶風暴。
10月26日上午11時，香港天文台和澳門氣象局將其升格為颱風。晚上8時，香港天文台將其降格為強烈熱帶風暴。
10月27日上午8時，香港天文台將其降格為熱帶風暴。上午10時40分，潭美在越南峴港市與順化市交界附近沿海登陸，登陸時中心附近最大風力有9級（23公尺/秒）。下午2時，日本氣象廳再度將其降格為熱帶風暴。晚上11時，香港天文台將其降格為熱帶低氣壓。
10月28日上午8時，日本氣象廳將其降格為熱帶低氣壓。上午11時，香港天文台將其降格為低壓區。下午2時，台灣中央氣象局移除該系統，同时中国中央气象台对其停止编号。
10月30日凌晨2時，日本氣象廳將其降格為低壓區。

## 影響

### 菲律賓
當地發出之最高風暴信號：三號風暴信號

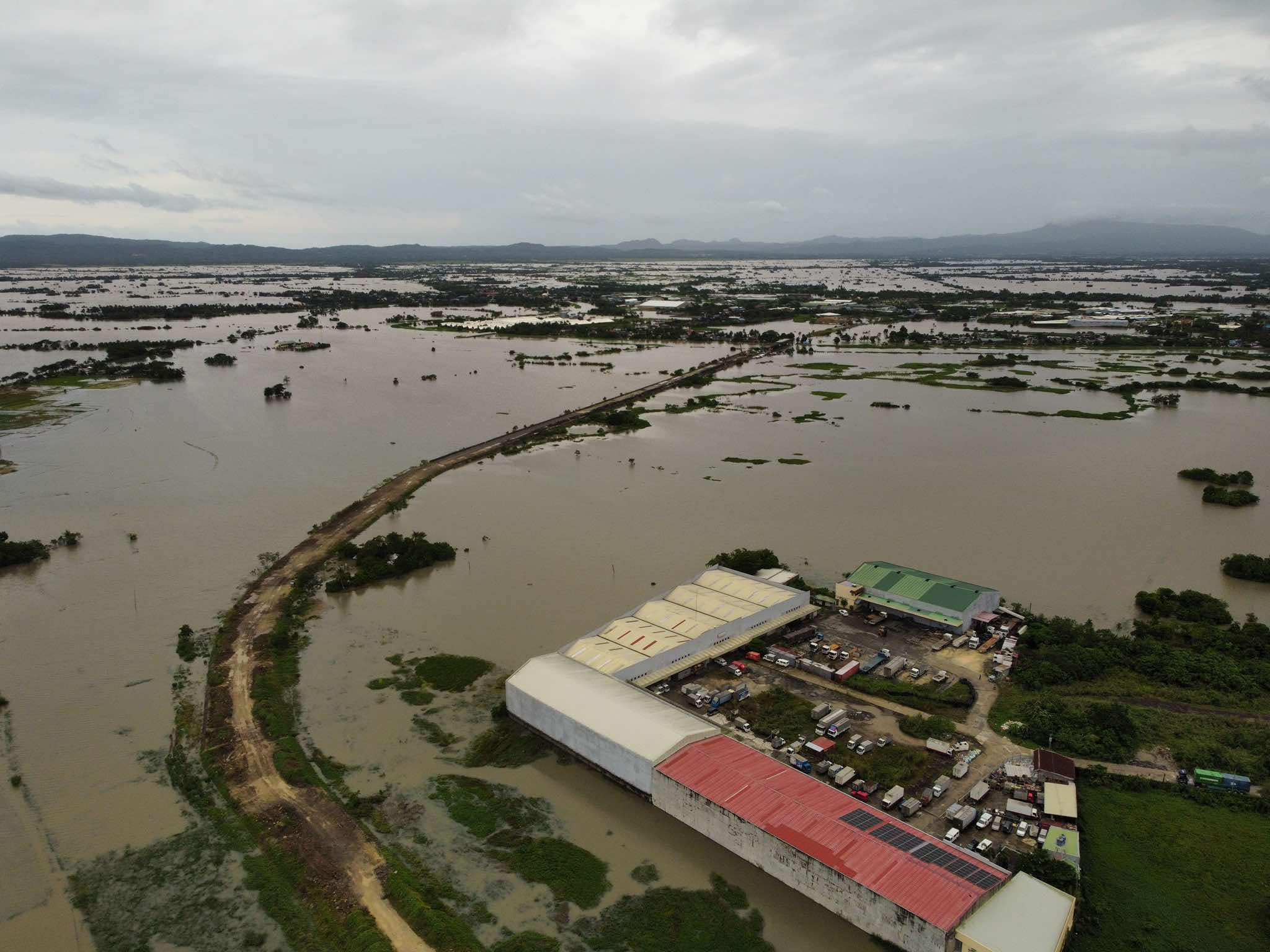
南甘馬仁省被洪水淹沒的稻田

受潭美影響，菲律賓多地出現強降雨、洪水及山泥傾瀉等災害，超過38萬人受災。國家減災管理委員會表示，呂宋島的比科爾地區災情最嚴重，約7萬7千戶家庭受影響，超過1萬人被迫撤離。菲律賓海巡署的數據顯示，全菲約96個港口受天氣影響，5千人以上滯留。潭美在菲律賓目前導致至少154人喪生、134人受傷、21人失蹤。

### 中國大陸
國家氣象中心發布之最高颱風預警信號： 颱風黃色預警信號

#### 廣東省
廣東省气象台發布之最高颱風預警信號： 颱風藍色預警信號
广东海事局于10月23日上午9時启动防热带气旋Ⅳ级应急响应。

#### 海南省
海南省气象台發布之最高颱風預警信號： 颱風橙色預警信號
10月26日下午14時起，琼州海峡全线停航，至10月27日14时复航。
三沙市出現狂风暴雨和巨浪，永兴岛出现海水倒灌情况。
受“潭美”登陸越南後的残涡和冷空气影响，海南琼海、万宁、陵水、三亚、屯昌、琼中、保亭等7个市县的大部分乡镇将出现100毫米以上强降水；海南省气象局于10月28日10时30分发布暴雨三级预警，同日11时30分启动防汛防风Ⅲ级应急响应。三亞、瓊海等地停課、停業。其中瓊海万泉河沿岸的7个镇共有183个村庄被淹。截至10月29日10时，因台风残余云系产生的强降水在海南已造成3人死亡，包括2名儿童。琼中黎族苗族自治县受台风“潭美”外围环流和冷空气共同影响出现特大暴雨。10月30日，当地发生一起山体滑坡事故，造成三人死亡、四人受伤。

#### 浙江省
受台风潭美周边环流和冷空气共同影响，10月26日浙江沿海地区有暴雨，宁波南部、台州、温州局部大暴雨，中部特大暴雨，最大小时降雨强40-70毫米。

#### 上海市
受台风潭美的倒槽影响，10月25日夜间到10月26日白天上海有中雨，局部大雨。

### 香港
當地發出之最高熱帶氣旋警告信號： 三號強風信號
由於潭美的移動速度較預期慢，天文台延後發出一號信號的時間，於晚上7時45分改為表示於午夜12時至翌日凌晨3時之間發出一號信號。天文台於10月24日晚上11時45分表示，會於翌日凌晨1時40分發出一號信號。
天文台於10月25日凌晨1時40分發出一號戒備信號，當時潭美集結在香港之東南約800公里，天文台表示一號信號會至少維持至10月26日早上6時。天文台預料潭美10月26日早上在香港以南約500公里掠過，但隨著潭美移向香港西南面，香港稍後會轉吹偏東風，原先受屏蔽的地方可能會變得當風，天文台會視乎潭美相關的強風區與珠江口的距離，以及本地風力變化，評估是否需要在10月26日日間改發三號信號。潭美於10月26日凌晨2時最接近香港，在香港以南約550公里掠過。
天文台於10月26日上午10時40分發出三號強風信號，當時潭美集結在香港之西南偏南約600公里，這標誌着潭美打破2016年超強颱風莎莉嘉及2020年熱帶風暴森拉克之520公里紀錄，成為天文台自2007年採用8個參考自動氣象站測風網絡後，風暴中心距離香港最遠的三號信號。天文台表示潭美當天早上已增強為颱風，並在香港以南約500多公里掠過，其外圍雨帶正逐漸影響廣東沿岸。在潭美與東北季候風的共同影響下，其強風區正逐漸影響珠江口一帶，而隨著漸轉吹偏東風，原先受屏蔽的地區會變得當風，香港風勢將會增強及有幾陣狂風驟雨，三號信號會在當天大部分時間維持。隨著潭美繼續向偏西方向移動並遠離香港，天文台於晚上10時20分改發一號戒備信號，當時潭美集結在香港之西南偏南約710公里；而一號信號最终只維持2小時，天文台便於10月27日凌晨12時20分取消所有熱帶氣旋警告信號，當時潭美移至香港之西南約740公里。
潭美吹襲期間，天文台測風網絡8個參考自動氣象站只有長洲錄得強風，三號信號不達標，且該站的強風更是在一號信號生效期間錄得；西貢則以些微之差，未能錄得強風。風暴期間，長洲錄得之最高10分鐘平均風速為每小時43公里。

### 澳門
當地發出之最高熱帶氣旋信號： 三號風球
澳門氣象局於10月21日發出一則「特別推送」，並表示位於西北太平洋的熱帶氣旋已經發展成為熱帶低氣壓，有機會進入南海，並且會逐漸增強。然而，該熱帶氣旋的路徑仍然有不確定性，有可能影響澳門。而東北季候風的影響下，澳門本週會降溫，並且會伴隨著較強的風勢。
氣象局在10月22日下午5時半發出「特別信息」，表示「潭美」未來數日向偏西方向移動，預料於週四（10月24日）下午至週五（25日）早上進入澳門800公里範圍，大致移向海南島一帶，氣象局將會適時發出熱帶氣旋信號。同時，受東北季風影響，未來數日氣溫有所下降，早晚天氣稍涼。在「潭美」及東北季風共同影響下，本週後期風勢較大，風力達6級或以上及有陣風。
氣象局於10月24日午夜12時表示，潭美會在早上進入澳門800公里範圍，屆時會發出一號風球。
氣象局於10月25日早上6時發出一號風球，預計下午至晚間改發三號風球的可能性中等至較高，而澳門風力會達到6到7級和有陣風。氣象局於下午5時表示，在26日凌晨到清晨改發三號風球的可能性為「中等」到「偏高」。氣象局於晚上11時表明會在26日凌晨1時到4時考慮改發三號風球。
氣象局於10月26日凌晨4時發出三號風球，並且會在上午維持，當時潭美位於澳門東南偏南約560公里，而改發八號風球的可能性為「低」。下午5時，因應潭美遠離澳門，對澳門的威脅減除，氣象局表示會在晚上考慮取消所有熱帶氣旋信號。氣象局在晚上10時取消所有熱帶氣旋警告信號。

### 臺灣
潭美在10月23日逐漸通過呂宋島並進入南海。中央氣象署表示，受東北季風及潭美外圍環流影響，迎風面北部、東半部及恆春半島有局部降雨，其中基隆北海岸、大台北、東半部地區及恆春半島易有陣雨，並有局部大雨或豪雨發生的機率，尤其基隆北海岸、大台北山區、宜花山區不排除有豪雨等級以上降雨發生，而中南部山區亦有零星短暫陣雨，其他地區為多雲。台南以北、基隆北海岸沿海空曠地區及蘭嶼、綠島、金門，馬祖易有9至11級強陣風，恆春半島、澎湖易有9至12級強陣風，各沿海及各離島有長浪發生的機率，海面浪高可能達3至6公尺，氣象署提醒海邊作業或活動需特別注意安全。

### 越南
潭美帶來的強風導致峴港的樹木和廣告牌倒塌，廣治省因暴雨而導致數座橋樑被淹浸，並造成1.8萬人停電 。在承天順化省，風暴潮導致富榮縣發生洪水。暴風雨導致和榮縣的51棟房屋淹水。全國降雨量約在200至400毫米之間，主要集中在河靜市、廣義省、平定省和西原，而峴港、廣義省和崑嵩市的降雨量則為70至150毫米 。由於風暴影響，承天順化省和廣南省至少有3人死亡，另外4人受傷。

## 熱帶氣旋警告使用紀錄

### 菲律賓
| 菲律賓大氣地球物理及天文服務管理局 風暴信號 | 菲律賓大氣地球物理及天文服務管理局 風暴信號 | 菲律賓大氣地球物理及天文服務管理局 風暴信號 |
| ------------------------------------------- | ------------------------------------------- | ------------------------------------------- |
| 上一熱帶氣旋                                | 一號風暴信號                                | 下一熱帶氣旋                                |
| 超強颱風山陀兒                              | 一號風暴信號                                | 超強颱風康妮                                |
| 超強颱風山陀兒                              | 二號風暴信號                                | 超強颱風康妮                                |
| 超強颱風山陀兒                              | 三號風暴信號                                | 超強颱風康妮                                |

### 中國大陸
| 国家气象中心 颱風預警信號 | 国家气象中心 颱風預警信號 | 国家气象中心 颱風預警信號 |
| ------------------------- | ------------------------- | ------------------------- |
| 上一熱帶氣旋              | 颱風藍色預警信號          | 下一熱帶氣旋              |
| 超強颱風山陀兒            | 颱風藍色預警信號          | 超強颱風康妮              |
| 超強颱風山陀兒            | 颱風黃色預警信號          | 超強颱風康妮              |

### 香港
| 香港天文台 熱帶氣旋警告信號 | 香港天文台 熱帶氣旋警告信號 | 香港天文台 熱帶氣旋警告信號 |
| --------------------------- | --------------------------- | --------------------------- |
| 上一熱帶氣旋                | 一號戒備信號                | 下一熱帶氣旋                |
| 超強颱風摩羯                | 一號戒備信號                | 超強颱風銀杏                |
| 超強颱風摩羯                | 三號強風信號                | 超強颱風銀杏                |

### 澳門
| 地球物理氣象局 熱帶氣旋信號 | 地球物理氣象局 熱帶氣旋信號 | 地球物理氣象局 熱帶氣旋信號 |
| --------------------------- | --------------------------- | --------------------------- |
| 上一熱帶氣旋                | 一號風球                    | 下一熱帶氣旋                |
| 超強颱風摩羯                | 一號風球                    | 超強颱風銀杏                |
| 超強颱風摩羯                | 三號風球                    | 超強颱風銀杏                |

## 外部連結
| 太平洋颱風季             |
| 主題頁 - 專題 - 編輯指南 |

- 22W.TRAMI[] from the United States Naval Research Laboratory
- General Information （页面存档备份，存于） of Severe Tropical Storm Trami (2420) from Digital Typhoon
- ReliefWeb  對於本事件的主頁面

1. ↑  当一个台风给菲律宾带来超过10亿菲律宾比索的损失，或者至少导致300人死亡时，菲律宾大气地球物理和天文管理局会提出对该名称进行除名。